# پاکستون وایت‌هد
 پاکستون وایت‌هد (انگلیسی: Paxton Whitehead؛ زادهٔ ۱۷ اکتبر ۱۹۳۷) یک نمایش‌نامه‌نویس، بازیگر سینما، و هنرپیشه اهل انگلستان است.
از فیلم‌های معروف او می‌توان به فیلم‌های  بازگشت دوست‌پسرم اشاره کرد.